# Akshaye Khanna
Akshaye Khanna (Mumbai, 28 marzo 1975) è un attore indiano.
Appartiene ad una famiglia di cineasti di Bollywood: suo padre è Vinod Khanna e suo fratello più grande è Rahul Khanna.
Nonostante l'ancora giovane età ha già ricevuto varie nomination e premi sia in patria che all'estero.

## Filmografia parziale
- Border, regia di J. P. Dutta (1997)
- Taal, regia di Subhash Ghai (1999)
- Dil Chahta Hai, regia di Farhan Akhtar (2001)
- Bollywood/Hollywood, regia di Deepa Mehta (2002)
- LOC Kargil, regia di J. P. Dutta (2003)
- Hulchul, regia di Priyadarshan (2004)
- Gandhi, My Father, regia di Feroz Abbas Khan (2007)
- Aaja Nachle (2007)
- Un truffatore in famiglia (2008)
- Tees Maar Khan, regia di Farah Khan (2010)
- Dishoom (2016)